# مرقد الإمام سعد بن عقيل
مرقد الإمام سعد بن عقيل هو مسجد وحسينية وضريح يقع في مدينة تلعفر، العراق . احتوى المرقد على قبر الإمام سعد بن عقيل من نسل عقيل بن أبي طالب. تعرض للهدم أثناء سيطرة تنظيم الدولة الإسلامية (داعش) على مدينة الموصل. أعيد بناء المرقد في عام 2019 إلى جانب المراقد الشيعية الأخرى.

## البناء
أنشأ المرقد أبو عبد الله محمد بن علي بن منصور العمادي المعروف بجمال الدين في شهر رجب سنة 537هـ / 1142م .

## الموقع
يقع في وسط مدينة تلعفر في سوق التمر في محافظة الموصل.

## الأهمية
المرقد اليوم يعتبر من الأماكن المقدسة لدى أبناء المدينة لذا تراهم يدفنون موتاهم بساحته التي تحولت إلى مقبرة كبيرة تضم الآلاف من القبور بينهم حاكم تلعفر المتوفي سنة 1171هـ / 1757م وعبد الفتاح عاشور ومصطفى بك العباسي ووالده عاشور آغا.